# Johanna Blasel
Johanna Blasel, geborene Johanna Wellen (19. Dezember 1840 in Wien – 1. März 1910 ebenda) war eine österreichische Theaterschauspielerin.

## Leben
Blasel wurde von Ludwig Löwe fürs Theater ausgebildet. Sie debütierte am 2. Dezember 1858 in Lemberg. Dort lernte sie Carl Blasel kennen, den sie am 24. November 1859 in Lemberg heiratete. Danach wirkte sie an mehreren Provinztheatern wie etwa in Wien am Theater in der Josefstadt, zog sich jedoch früh ins Privatleben zurück.
Ihr Sohn Leopold Blasel sowie ihr Neffe Paul Blasel und dessen Frau Leopoldine Blasel wurden ebenfalls Schauspieler und Sänger.